# 熱電能
熱電能（ねつでんのう、Thermoelectric Power, Thermopower）とは 導電性の物質の両端に温度差をつけた時の、1K あたりの熱起電力のことである。
単位はV/Kであるが、起電力が小さいので通常はμV/Kが用いられる。
温度勾配の与えられた金属の中の自由電子は高温側ではエネルギーが大きい電子が冷たい側よりも多くなる。金属中の自由電子の挙動は気体分子にたとえられることがあるが、エネルギーの大きい電子の多い側の電子密度が冷たい側より低くなるのは、気体の挙動と似ている。従って電子密度の低い高温側が＋に、低温側が-になる熱起電力が発生する。同時に自由電子は高温側で得たエネルギーを低温側へ移動させる。